# Paweł Sobolewski (futsalista)
Paweł Sobolewski (ur. 6 marca 1979) – polski futsalowiec, występujący na pozycji bramkarza. Wychowanek KP Warszawa, były reprezentant Polski (20 występów). Karierę zawiesił po rundzie jesiennej sezonu 2008/2009, po zrezygnowaniu z jego usług w Grembachu Zgierz. W sezonie 2009/2010 objął funkcję trenera bramkarzy w AZS Uniwersytet Warszawski.

## Kariera w liczbach
| Sezon         | Klub                       | Liga        | Liczba meczów | Liczba bramek |
| ------------- | -------------------------- | ----------- | ------------- | ------------- |
| 1998/99       | KP Warszawa                | I liga      | 4             | 0             |
| 1999/00       | KP Warszawa                | I liga      | 15            | 0             |
| 2002/03       | Stryjex Radom              | II liga     | 4             | 0             |
| 2003/2004     | Clearex Chorzów            | I liga      | 18            | 0             |
| 2004/2005     | Holiday Chojnice           | I liga      | 15            | 0             |
| 2005/2006     | Holiday Chojnice           | I liga      | 12            | 0             |
| 2006/2007     | Grembach Zgierz            | I liga      | 4             | 0             |
| 2007/2008     | AZS Uniwersytet Warszawski | Ekstraklasa | 22            | 0             |
| 2008/2009 (j) | Grembach Zgierz            | Ekstraklasa | 5             | 0             |
| 2009/2010     | AZS Uniwersytet Warszawski | I liga      | 2             | 0             |